# Route nationale 1 (France métropolitaine)
Pour les articles homonymes, voir N1 et Route nationale 1.
La route nationale 1 (RN 1 ou N 1), en France métropolitaine, est une route nationale d'une longueur de 347 km reliant Paris à Dunkerque, via Beauvais, Amiens, Abbeville, Boulogne-sur-Mer et Calais.
Son tracé a évolué à plusieurs reprises, certaines parties ayant été déclassées en route départementale, d'autres ayant été intégrées à l'autoroute A16 ouverte en 1991, dont le tracé suit grossièrement celui d'origine de la N1. En effet, jusqu'au milieu des années 1970, la nationale allait directement de Beauvais à Abbeville en passant par Marseille-en-Beauvaisis, Grandvilliers, Poix-de-Picardie et Airaines. Ce tronçon fut déclassé en RD 901 vers 1975, et il fut décidé de faire faire un crochet à la RN 1 en reprenant un tronçon de la route nationale 181 de Beauvais à Breteuil-sur-Noye, un tronçon de la route nationale 16 de Breteuil-sur-Noye à Amiens, et un tronçon de l'ancienne route nationale 35 entre Amiens et Abbeville. L'ancienne RN 1 se terminait à Calais. Le tronçon de Calais à Bray-Dunes via Gravelines et Dunkerque appartenait auparavant à l'ancienne route nationale 40. Plus récemment, la RN 1 a laissé la place à l'A 16 entre Boulogne-sur-Mer et Gravelines.
Le décret du 5 décembre 2005 relatif au transfert de routes nationales aux départements prévoit son déclassement quasi-intégral. Elle a été renumérotée :
- RD 301 dans le Val-d'Oise ;
- RD 1001 et D1 dans l'Oise et la Somme ;
- RD 901 et RN 416 dans le Pas-de-Calais ;
- RD 601 dans le Nord.

Seules quelques sections seront conservées dans le domaine routier national, telles celle entre la rocade nord d'Amiens et une section nouvelle entre Saint-Léonard et le Port de Boulogne-sur-Mer.

## Parcours actuel

### De Paris à Amiens
La route nationale 1 part de la porte de la Chapelle à Paris, s'engage dans le tunnel du Landy et suit tout d'abord le tracé de l'ancienne route de l'Estrée et continue vers le nord en direction d'Amiens. Dans les tableaux suivants, seuls les croisements importants sont signalés (sorties et carrefours giratoires), ainsi que les croisements avec feux tricolores hors agglomération ; la colonne Direction mentionne les éléments présents uniquement dans un certain sens de circulation (ici Paris → Belgique et inversement), les éléments présents dans les deux sens n'étant pas spécifiés.

Illustrations en Île-de-France
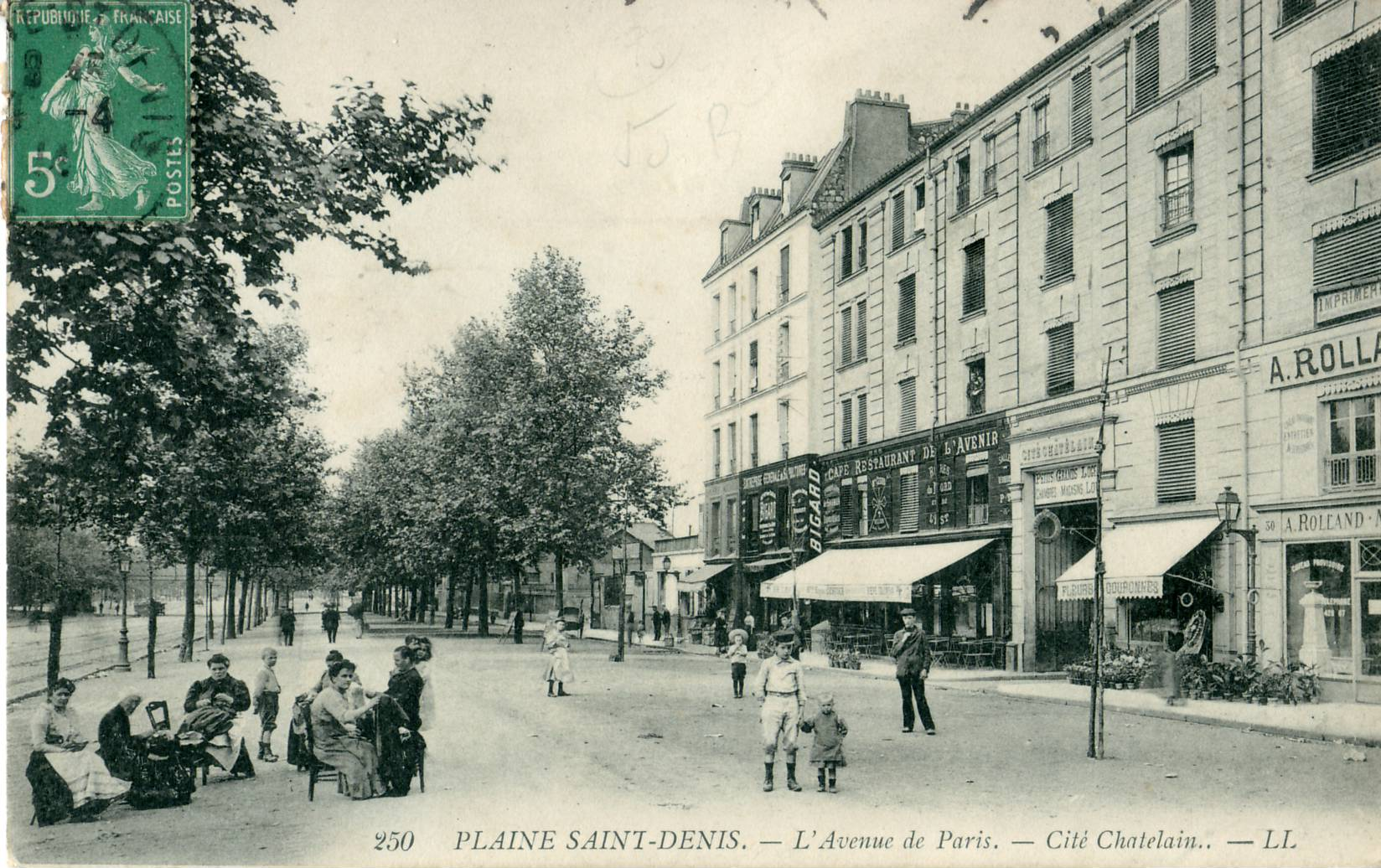
À la Plaine Saint-Denis, la RN 1 est aussi large que l'avenue des Champs-Élysées, ce qui permit de faire passer en son centre l'autoroute du Nord en 1965. Au début du XXe siècle, elle avait une ambiance calme qu'elle n'a retrouvée qu'en 1998.
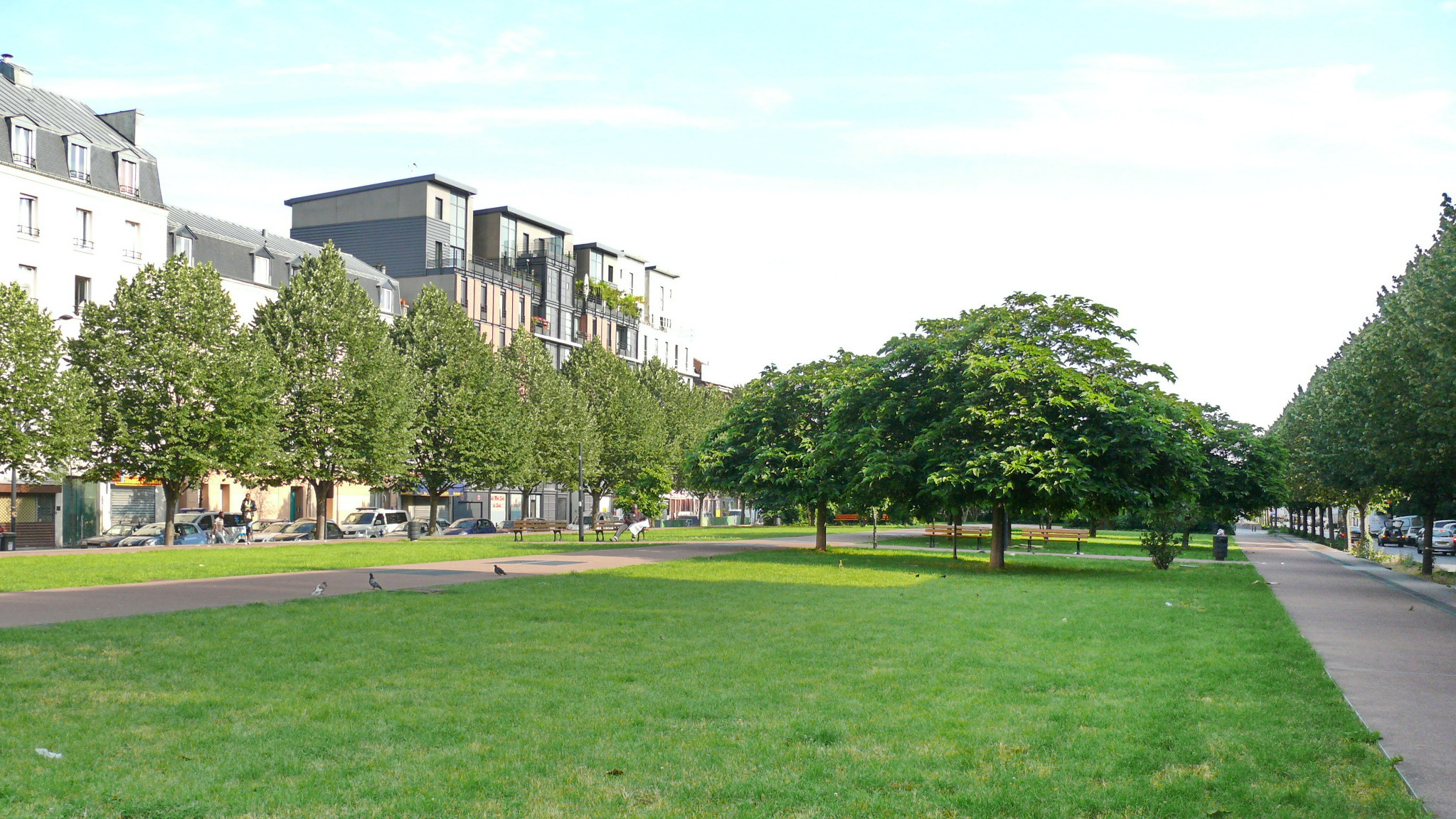
Sensiblement au même endroit, en 2008 : l'autoroute est couverte d'une dalle, au-dessus du tunnel du Landy, constituant une promenade plantée. La route nationale, ici l'avenue du Président-Wilson n'a plus qu'une fonction de desserte locale ou de délestage de l'autoroute lorsqu'elle est saturée.
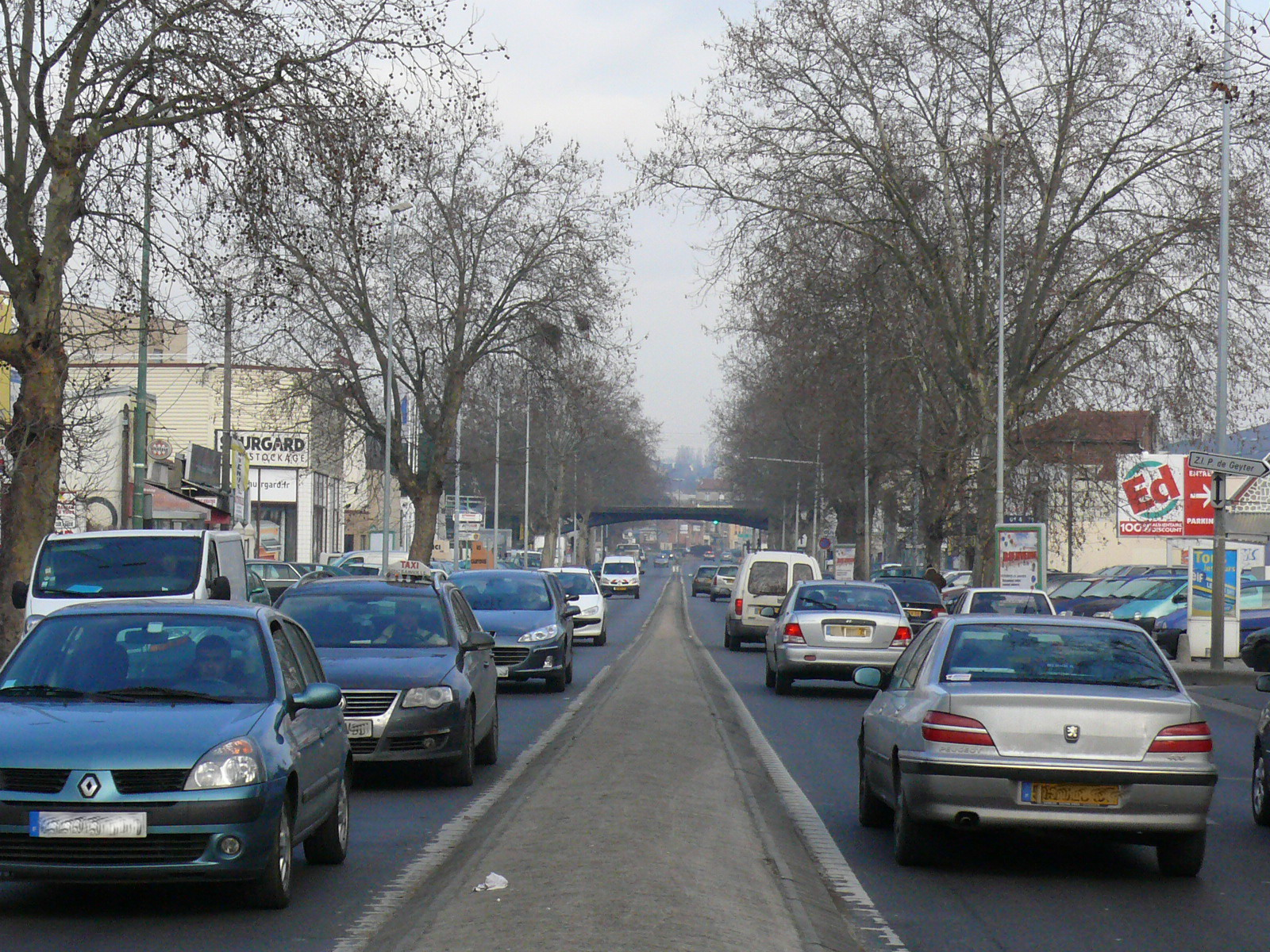
La RN 1 à Pierrefitte avait, dans les années 2000, un trafic de 50 000 véhicules par jour.
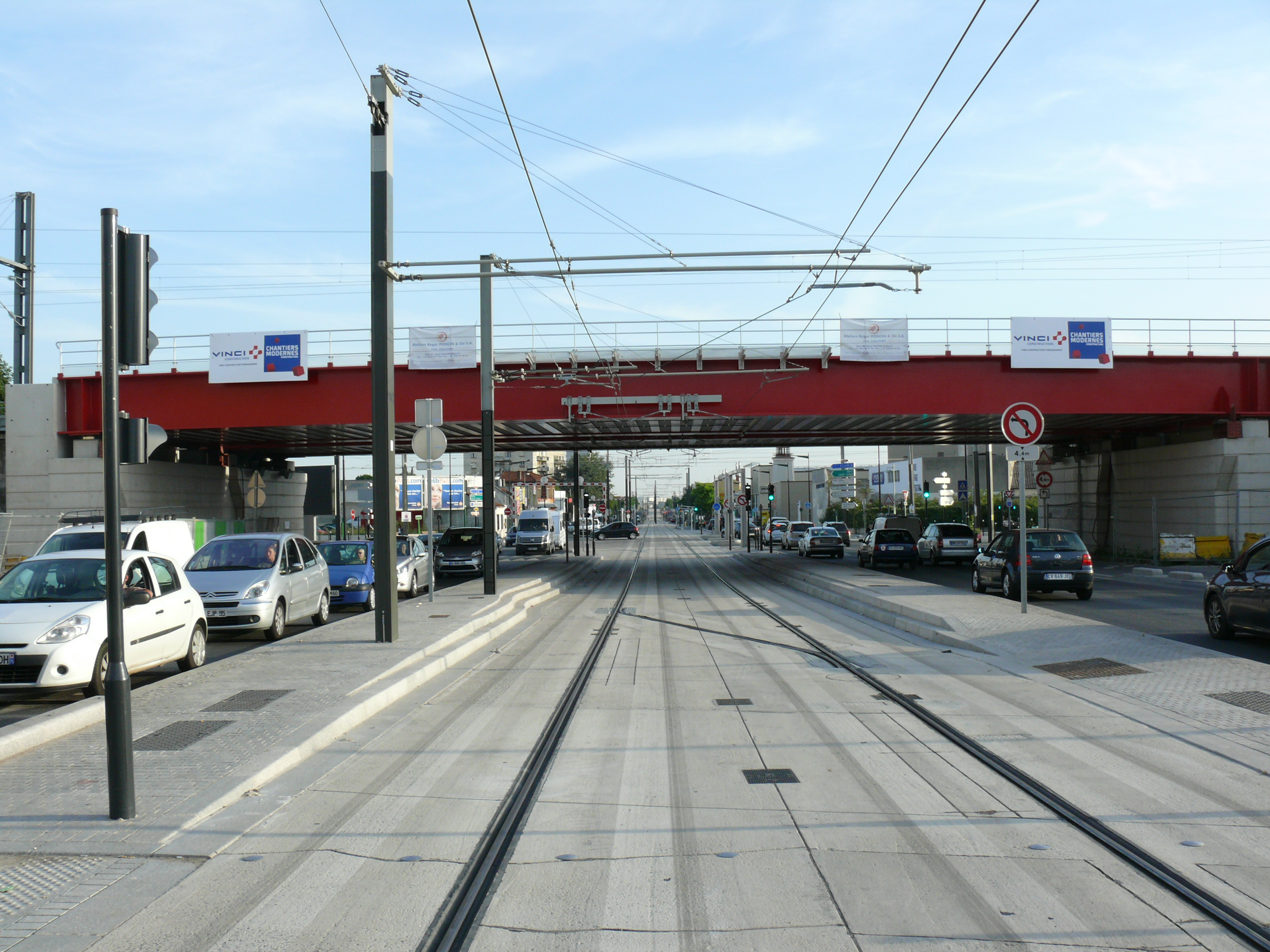
Sensiblement au même endroit que sur le cliché précédent, la RN 1 a été transformée par la création de la plate-forme de la ligne 5 du tramway d'Île-de-France, qui a été mise en service le 29 juillet 2013. La route conserve deux files de circulation dans chaque sens.
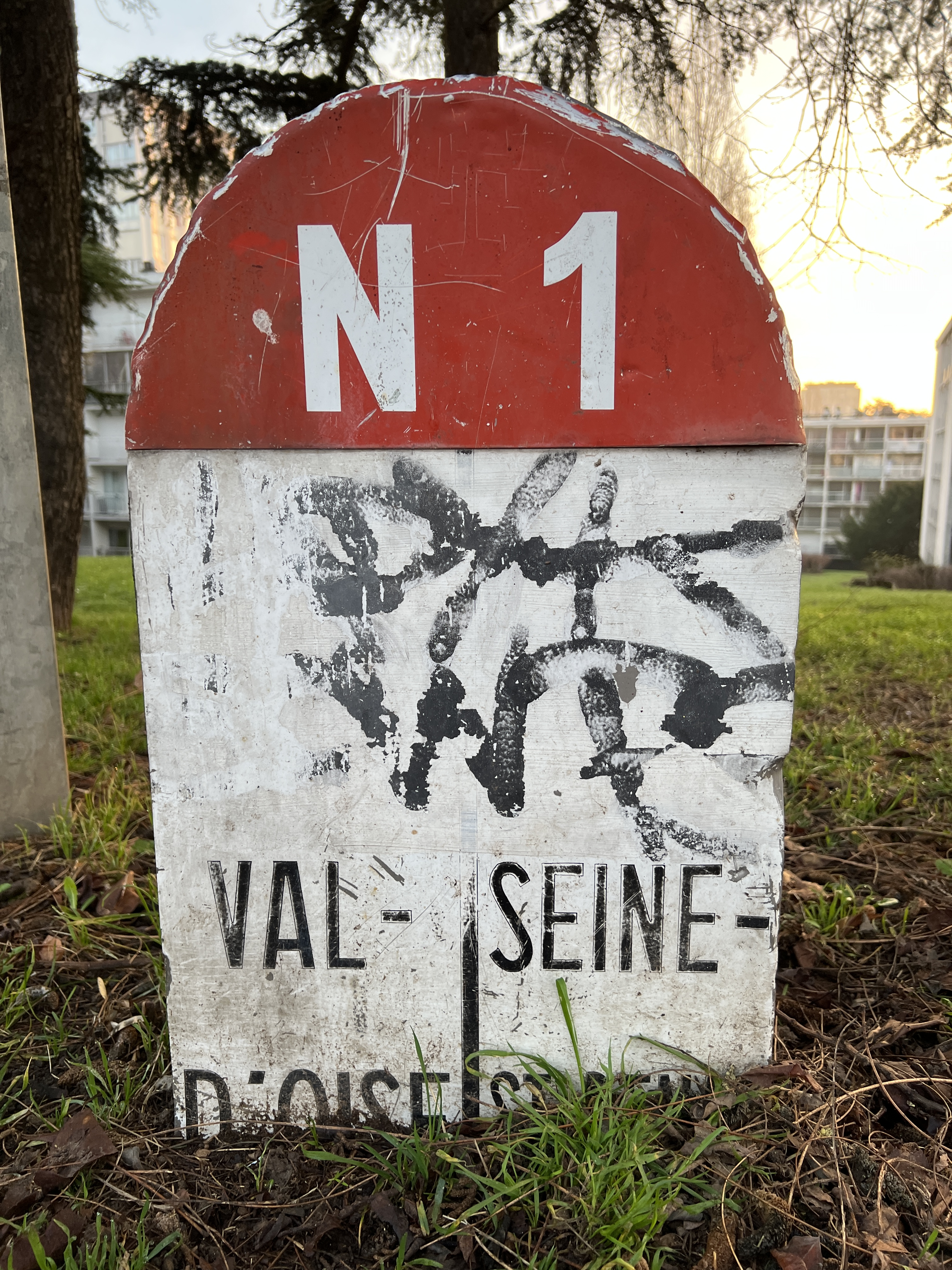
Borne à la limite entre le Val-d'Oise et la Seine-Saint-Denis.

#### De Paris à l'A16 (Presles)
|                                         | Communes                      | Kilométrage | Description | Déclassement(s) | Direction        |  |
| --------------------------------------- | ----------------------------- | ----------- | --- | --------------- | ---------------- |  |
|                                         | Paris - Porte de la Chapelle  | 0 km        | Début de la route nationale 1                                                                                      | N 1             |                  |  |
| indicationautoroute · A 1               | Paris - Porte de la Chapelle  | 0,2 km      | Échangeur avec l'A1 (Lille, Saint-Denis)                                                                           | N 1             | Paris → Belgique |  |
| vitesse50                               | Saint-Denis                   | 0,4 km      | Entrée dans Saint-Denis, limitation à 50 km/h jusqu'à la sortie de Groslay                                         | N 1             |                  |  |
| indicationautoroute · A 1               | Saint-Denis                   | 2,8 km      | Échangeur avec l'A1 (uniquement vers Paris)                                                                        | N 1             | Belgique → Paris |  |
| ( )                                     | Saint-Denis                   | 3,5 km      | Traversée des voies du T8 (arrêt Saint-Denis Porte de Paris)                                                       | N 1             | Belgique → Paris |  |
| ( )                                     | Saint-Denis                   | 4,6 km      | Carrefour giratoire desservant l'A1, l'A86, La Courneuve et l'Aéroport Charles-de-Gaulle Traversée des voies du T1 | N 1             |                  |  |
| Sortie                                  | Saint-Denis                   | 5,8 km      | Sortie : Université Paris 8, Stains, Garges-lès-Gonesse                                                            | N 1             | Paris → Belgique |  |
| (rappel)                                | Pierrefitte-sur-Seine         | 6,2 km      | Entrée dans Pierrefitte-sur-Seine                                                                                  | N 1             |                  |  |
| ( )                                     | Pierrefitte-sur-Seine         | 6,3 km      | Traversée des voies du tramway T5                                                                                  | N 1             | Belgique → Paris |  |
| ( )                                     | Pierrefitte-sur-Seine         | 9,4 km      | Traversée des voies du tramway T5                                                                                  | N 1             | Paris → Belgique |  |
| (rappel)                                | Sarcelles                     | 9,5 km      | Entrée dans Sarcelles                                                                                              | D301            |                  |  |
| vitesse50                               | Groslay                       | 10 km       | Traversée de Groslay                                                                                               | D301            |                  |  |
| vitesse70                               | Groslay / St-Brice-Sous-Forêt | 10,8 km     | Limitation à 70 km/h                                                                                               | D301            |                  |  |
| vitesse50                               | Saint-Brice-sous-Forêt        | 11,5 km     | Traversée de St-Brice-sous-Forêt                                                                                   | D301            |                  |  |
| vitesse90                               | Saint-Brice-sous-Forêt        | 11,6 km     | Limitation à 90 km/h                                                                                               | D301            |                  |  |
| Sortie                                  | Saint-Brice-sous-Forêt        | 13,8 km     | Sortie : St-Brice-Les Vergers; ZAE Les Perruches                                                                   | D301            |                  |  |
| Sortie                                  | Piscop                        | 14,5 km     | Sortie : Piscop, Domont-ZI                                                                                         | D301            |                  |  |
| vitesse90                               | Piscop                        | 15 km       | Limitation à 90 km/h et radar automatique                                                                          | D301            |                  |  |
| Sortie                                  | Ezanville                     | 16,3 km     | Sortie : Ezanville, Domont-centre                                                                                  | D301            |                  |  |
| Sortie                                  | Moisselles                    | 17,5 km     | Sortie : Moisselles, Attainville                                                                                   | D301            |                  |  |
| Sortie                                  | Moisselles                    | 18,4 km     | Sortie : Bouffémont, Eaubonne, Parking                                                                             | D301            |                  |  |
| vitesse70 · Sortie · N 104              | Attainville                   | 19,8 km     | Sortie : A1, Ch. de Gaulle, Viarmes                                                                                | D301            |                  |  |
| vitesse90 · Sortie · N 104              | Attainville                   | 20,1 km     | Sortie : Cergy-Pontoise, Baillet-en-France, Montsoult-centre                                                       | D301            | Paris → Belgique |  |
| vitesse110 · indicationautoroute · A 16 | Montsoult                     | 20,2 km     | La N1 devient l'autoroute A16                                                                                      | A 16            |                  |  |
| Sortie · N 104                          | Montsoult                     | 20,6 km     | Sortie : A1, Ch. de Gaulle                                                                                         | A 16            | Belgique → Paris |  |
| 9                                       | Montsoult                     | 22,9 km     | Sortie : Montsoult, Attainville, Belloy-en-France, Domont, Sarcelles, Paris                                        | A 16            |                  |  |
| 10                                      | Nerville-la-Forêt             | 25,9 km     | Sortie : Presles, L'Isle-Adam                                                                                      | A 16            | Paris → Belgique |  |
| Sortie · N 184                          | Presles                       | 27,9 km     | Sortie : Cergy-Pontoise, Paris-Porte Maillot, Presles, Méry-sur-Oise                                               | A 16            | Belgique → Paris |  |
| 11                                      | L'Isle-Adam                   | 29,4 km     | Sortie : Beaumont-sur-Oise, Mours, Champagne-sur-Oise, Persan, Chambly                                             | A 16            |                  |  |

#### De l'A16 (Presles) à Beauvais
À partir de la forêt de l'Isle-Adam, la route est dédoublée par l'A 16 et se dirige vers le nord.
|            | Communes                | Kilométrage | Description                                                                                 | Déclassement(s) | Direction        |  |
| ---------- | ----------------------- | ----------- | ------------------------------------------------------------------------------------------- | --------------- | ---------------- |  |
| 11         | L'Isle Adam             | 29,4 km     | La N1 se sépare de la A16                                                                   | A 16            |                  |  |
| Sortie     | L'Isle Adam             | 29,9 km     | Sortie : L'Isle Adam, Mours, Beaumont-sur-Oise                                              | D301            | Paris → Belgique |  |
| Sortie     | L'Isle Adam             | 29,9 km     | Sortie : Mours, L'Isle Adam, Beaumont-sur-Oise et limitation à 70 km/h sur 500 mètres       | D301            | Belgique → Paris |  |
| Sortie     | Champagne-sur-Oise      | 31,7 km     | Sortie : Champagne-sur-Oise, Persan-centre                                                  | D301            |                  |  |
| Sortie     | Persan                  | 32,5 km     | Sortie : Beauvais via A16 (Péage), Bernes-sur-Oise, Persan-ZA, Chambly-Les portes de l'Oise | D301            | Paris → Belgique |  |
| Sortie     | Chambly                 | 33,7 km     | Sortie : Beauvais via A16 (Péage), Persan, Creil, Bernes-sur-Oise, Bruyères-sur-Oise        | D1001           | Belgique → Paris |  |
|            | Chambly                 | 34,1 km     | Carrefour giratoire desservant Chambly-centre, Amblaincourt et Ronquerolles                 | D1001           |                  |  |
| Sortie     | Chambly                 | 35,8 km     | Sortie : Méru, Chambly - ZAE Les Pointes                                                    | D1001           | Paris → Belgique |  |
| Sortie     | Chambly                 | 37 km       | Sortie : Chambly (), Belle-Église, Bornel                                                   | D1001           | Belgique → Paris |  |
| Sortie     | Puiseaux-le-Hauberger   | 39,6 km     | Sortie : Puiseaux-le-Hauberger, Bornel, Neuilly-en-Thelle ()                                | D1001           | Paris → Belgique |  |
|            | Puiseaux-le-Hauberger   | 42,4 km     | Carrefour giratoire desservant Dieudonné, Neuilly-en-Thelle, Anserville et Méru             | D1001           |                  |  |
| *          | Mortefontaine-en-Thelle | 45,2 km     | Traversée de la Mare aux Oliviers (Mortefontaine-en-Thelle)                                 | D1001           |                  |  |
| Sortie     | Novillers               | 47,9 km     | Sortie : Novillers                                                                          | D1001           |                  |  |
| *          | Sainte-Geneviève        | 48 km       | Traversée de Sainte-Geneviève                                                               | D1001           |                  |  |
|            | Sainte-Geneviève        | 49,4 km     | Carrefour giratoire desservant le Centre Commercial de la commune                           | D1001           |                  |  |
| *          | Noailles                | 53,1 km     | Traversée de Noailles                                                                       | D1001           |                  |  |
|            | Ponchon                 | 55,2 km     | Carrefour giratoire desservant Berthecourt, Hermes et Framicourt                            | D1001           |                  |  |
|            | Ponchon                 | 55,9 km     | Mise à 2x2 voies et limitation à 110 km/h                                                   | D1001           |                  |  |
| *          | Ponchon                 | 57,8 km     | Traversée de Roye (commune de Ponchon)                                                      | D1001           |                  |  |
| *          | Abbecourt               | 58,7 km     | Traversée d'Abbecourt                                                                       | D1001           |                  |  |
|            | Abbecourt               | 58,8 km     | Carrefour giratoire desservant Montreuil-sur-Thérain et Abbecourt-centre                    | D1001           |                  |  |
| sur 1.6 km | Abbecourt               | 59,2 km     | Section à 2x2 voies et limitation à 110 km/h sur 1 600 m                                    | D1001           |                  |  |
| *          | Warluis                 | 61,5 km     | Traversée de Warluis                                                                        | D1001           |                  |  |
|            | Allonne                 | 63,5 km     | Carrefour giratoire desservant Dieppe, Rouen, Mantes-la-Jolie, Gisors et Méru (N31)         | D1001           |                  |  |
| - A16      | Allonne                 | 64,3 km     | Carrefour giratoire desservant Amiens, Compiègne, Clermont et Méru                          | D1001           |                  |  |
| *          | Allonne                 | 64,4 km     | Entrée dans Allonne                                                                         | D1001           |                  |  |
|            | Beauvais                | 65,5 km     | Entrée dans l'agglomération de Beauvais                                                     | D1001           |                  |  |
| Sortie     | Beauvais                | 65,6 km     | Sortie : Centre-Ville, Voisinlieu, Saint-Jean                                               | D1001           | Paris → Belgique |  |
| Sortie     | Beauvais                | 66,3 km     | Sortie: Clinique du Parc, Lycée Paul-Langevin, AFPA                                         | D1001           |                  |  |
|            | Beauvais                | 67,2 km     | Fin d'aménagements à 2x2 voies et route non prioritaire                                     | D1001           |                  |  |
|            | Beauvais                | 68,8 km     | Carrefour giratoire dit des Maréchaux desservant tout le centre de Beauvais                 | D1001           |                  |  |

* La limitation à 50 km/h n'est valable que dans la commune même, mais uniquement pour celles marquées d'un astérisque.

#### De Beauvais à Amiens
La RN 1 suit l'ancien itinéraire de la RN 181 et se dirige vers le nord-est, depuis la réforme ayant décalé le trajet de la route nationale. Après Breteuil, la route suit le tracé de l'ancienne route nationale 16 et reprend le cap au nord. Elle emprunte ensuite un tronçon de l'A26 et de la N25.
|        | Commune                | Kilométrage | Description | Déclassement(s) | Direction        |
| ------ | ---------------------- | ----------- | --- | --------------- | ---------------- |
|        | Beauvais               | 71,1 km     | Carrefour giratoire desservant Paris, Clermont, St-Just, Marissel, ZAE du Tilloy                                                                                    | D1001           |                  |
|        | Tillé                  | 71,3 km     | Carrefour giratoire desservant Abbeville, Eu, Le Tréport, Troissereux, Grandvillers, Hôpital, ZI-Tillé                                                              | D1001           |                  |
|        | Tillé                  | 71,8 km     | Sortie de l'agglomération de Beauvais | D1001           |                  |
|        | Tillé                  | 72,3 km     | Carrefour giratoire desservant Tillé et l'Aéroport de Beauvais-Tillé puis limitation à 90 km/h                                                                      | D1001           |                  |
|        | Tillé                  | 74,7 km     | Carrefour giratoire desservant Bonlier, Morlaine (commue de Tillé) et le nord de Tillé                                                                              | D1001           |                  |
| *      | Abbeville-Saint-Lucien | 80,8 km     | Traversée du Bois Saint-Martin (commune d'Abbeville-Saint-Lucien)                                                                                                   | D1001           |                  |
| *      | Froissy                | 86,5 km     | Traversée de Froissy | D1001           |                  |
| *      | Vendeuil-Caply         | 93,2 km     | Traversée de Caply (commune de Vendeuil-Caply) | D1001           |                  |
| *      | Breteuil-sur-Noye      | 95,9 km     | Traversée de Breteuil-sur-Noye | D1001           |                  |
|        | Breteuil-sur-Noye      | 98,1 km     | Carrefour giratoire desservant Breteuil-centre, l'Hôtel de Ville de Breteuil et son centre commercial                                                               | D1001           |                  |
| *      | Esquenoy               | 99,1 km     | Traversée d'Esquenoy et forts virages à l'intérieur de la commune                                                                                                   | D1001           |                  |
| *      | Bonneuil-les-Eaux      | 102 km      | Traversée de La Folie de Bonneuil (commune de Bonneuil-les-Eaux) | D1001           |                  |
| *      | Flers-sur-Noye         | 109 km      | Traversée de Flers-sur-Noye | D1001           |                  |
|        | Essertaux              | 111 km      | Carrefour giratoire desservant Jumel, Ailly-sur-Noye, Le Bosquel, Conty, Poix-de-Picardie                                                                           | D1001           |                  |
| *      | Saint-Sauflieu         | 115 km      | Traversée de Saint-Sauflieu | D1001           |                  |
| *      | Hébécourt              | 119 km      | Traversée d'Hébécourt | D1001           |                  |
| *      | Dury                   | 122 km      | Traversée de Dury | D1001           |                  |
|        | Dury                   | 124 km      | Carrefour giratoire desservant Saint-Quentin, Salouël, l’A26 et l’A16 avec Lille, Rouen et Paris                                                                    | D1001           |                  |
|        | Amiens                 | 125 km      | Entrée dans l'agglomération d'Amiens et mise à 2x2 voies (dans toute l'agglomération)                                                                               | N 1             |                  |
| Sortie | Amiens                 | 125,1 km    | Sortie : Centre commercial d'Amiens | N 1             | Belgique → Paris |
|        | Amiens                 | 125,2 km    | Carrefour giratoire desservant Vallée des Vignes, Clinique Philippe Pinel                                                                                           | N 1             |                  |
|        | Amiens                 | 126 km      | Carrefour giratoire desservant Centre Sportif et Parc clinique | N 1             |                  |
|        | Amiens                 | 127,5 km    | Carrefour giratoire desservant Centre d'Amiens, Rouen, Saleux, Salouël et l'accès aux autoroutes A16 et A29 et fin provisoire d'aménagements à 2x2 voies.           | N 1             |                  |
|        | Amiens                 | 129,1 km    | Carrefour giratoire desservant Calais, Rouen, Paris-ouest via A16 et Parc zoologique, Hôpital Nord et aménagement à 2x2 voies jusqu'à la sortie de l'agglomération. | Aucun nom       |                  |

* La limitation à 50 km/h ou à 70 km/h n'est valable que dans la commune même, mais uniquement pour celles marquées d'un astérisque.

### D'Amiens à Bray-Dunes

#### D'Amiens à Abbeville
À la sortie d'Amiens, la RN 1 suit un nouveau tracé et ne retrouve le tracé de l'ancienne RN 35 qu'à la sortie de Belloy-sur-Somme. Elle se dirige vers le nord-ouest jusqu'à Abbeville, puis vers le nord.
|        | Communes                                  | Kilométrage | Description                                                                                             | Déclassement(s) | Direction        |
| ------ | ----------------------------------------- | ----------- | --- | --------------- | ---------------- |
|        | Amiens                                    | 130 km      | Carrefour giratoire desservant Jardin des Plantes et l'Hôpital Nord                                     | Aucun nom       |                  |
|        | Amiens                                    | 130,6 km    | Carrefour giratoire desservant Maison de Justice, Tennis Club, Hôpital Nord                             | Aucun nom       |                  |
| Sortie | Amiens                                    | 131,8 km    | Sortie : Pas-en-Artois et Acheux-en-Amiénois ; aménagement à 3×3 voies                                  | Aucun nom       | Paris → Belgique |
|        | Amiens                                    | 131,9 km    | Sortie de la commune d'Amiens et limitation à 70 km/h                                                   | D 1             |                  |
|        | Amiens                                    | 132,5 km    | Carrefour giratoire desservant Amiens, Centre commercial et Vallée Saint-Ladre                          | D 1             |                  |
| Sortie | Amiens                                    | 132,6 km    | Sortie : Lille, Paris via A16, Saint-Quentin, Longueau                                                  | D 1             | Paris → Belgique |
| Sortie | Amiens                                    | 133 km      | La N1 se sépare de la N25 (D1)                                                                          | D 1 · N 25      | Paris → Belgique |
|        | Amiens                                    | 133,4 km    | Début de voie à accès réglementé                                                                        | N 1             |                  |
| 38b    | Amiens                                    | 133,5 km    | Sortie : Amiens-nord et Centre commercial                                                               | N 1             |                  |
| 39     | Amiens                                    | 134,3 km    | Sortie : Amiens-Saint-Maurice, Flesselles, Espace industriel Nord                                       | N 1             |                  |
| 40     | Amiens                                    | 137 km      | Sortie : Amiens-Longpré                                                                                 | N 1             |                  |
|        | Argœuves                                  | 138 km      | Fin de voie à accès réglementé et réduction à 2×1 voies, ainsi que limitation à 90 km/h                 | N 1             |                  |
| A 16   | Argœuves                                  | 138,3 km    | Carrefour giratoire desservant l'A16 (péage) vers Calais, Abbeville, Paris, Reims, Amiens-ouest         | N 1 · D1001     |                  |
|        | Saint-Sauveur                             | 140,1 km    | Carrefour giratoire desservant Vaux-en-Amiénois, Flesselles, Ailly-sur-Somme, Saint-Sauveur             | D1001           |                  |
| Sortie | Yzeux                                     | 148 km      | Sortie : Belloy-sur-Somme, Saint-Sauveur, Picquigny                                                     | D1001           | Belgique → Paris |
| *      | Flixecourt                                | 152,4 km    | Traversée de Flixecourt                                                                                 | D1001           |                  |
| A 16   | Flixecourt / Ville-le-Marclet             | 155,2 km    | Carrefour giratoire desservant l'A16 (péage) vers Calais, Amiens, Paris, Abbeville                      | D1001           |                  |
|        | L'Étoile                                  | 156 km      | Carrefour giratoire desservant la ZAC des Hauts Plateaux                                                | D1001           |                  |
| *      | Mouflers                                  | 157,5 km    | Traversée de Mouflers                                                                                   | D1001           |                  |
| *      | Ailly-le-Haut-Clocher                     | 162,6 km    | Traversée d'Ailly-le-Haut-Clocher                                                                       | D1001           |                  |
| *      | Bellancourt                               | 169,3 km    | Traversée de Bellancourt                                                                                | D1001           |                  |
|        | Vauchelles-les-Quesnoy / Épagne-Épagnette | 172,x km    | Carrefour giratoire desservant le parc d'activités Les Trois Châteaux d'eau                             | D1001           |                  |
| A 16   | Vauchelles-les-Quesnoy / Abbeville        | 172,7 km    | Carrefour giratoire desservant Saint-Valéry, Le Crotoy, Airaines, A16 (Calais, Paris), Parc d'activités | D1001           |                  |
|        | Abbeville                                 | 173,1 km    | Carrefour giratoire desservant Parc d'activités et entrée dans l'agglomération d'Abbeville              | D1001           |                  |
|        | Abbeville                                 | 173,6 km    | Carrefour giratoire desservant Collège, Lycée, Stade, Parc d'activités                                  | D1001           |                  |
|        | Abbeville                                 | 175,2 km    | Carrefour giratoire desservant Caours, Airaines, Poix-de-Picardie, Centre-Ville, Gare                   | D1001           |                  |
|        | Abbeville                                 | 173,4 km    | Carrefour giratoire desservant Saint-Valéry, Le Crotoy, Cayeux-sur-Mer, Centre-ville                    | D1001           |                  |

* La limitation à 50 km/h n'est valable que dans la commune même, mais uniquement pour celles marquées d'un astérisque.

#### D'Abbeville à Boulogne-sur-Mer
|        | Communes                 | Kilométrage | Description                                                                                               | Déclassement(s) | Direction        |
| ------ | ------------------------ | ----------- | --- | --------------- | ---------------- |
|        | Abbeville                | 176,7 km    | Carrefour giratoire desservant Faubourg de Menchecourt, Parc municipal                                    | D1001           |                  |
|        | Abbeville                | 177,9 km    | Sortie de l'agglomération d'Abbeville, limitation à 90 km/h                                               | D1001           |                  |
|        | Abbeville                | 178,3 km    | Carrefour giratoire desservant Arras, Hesdin, Crécy-en-Ponthieu, l’A26 (Le Tréport, Rouen, l'A16)         | D1001           |                  |
| *      | Buigny-Saint-Maclou      | 180,5 km    | Traversée de Buigny-Saint-Maclou                                                                          | D1001           |                  |
| *      | Hautvillers-Ouville      | 182,9 km    | Traversée d'Hautvillers-Ouville                                                                           | D1001           |                  |
| *      | Le Titre                 | 184,6 km    | Traversée de Le Titre                                                                                     | D1001           |                  |
| *      | Nouvion                  | 186,5 km    | Traversée de Nouvion                                                                                      | D1001           |                  |
|        | Forest-Montiers          | 193,2 km    | Carrefour giratoire desservant Forest-Montiers- centre ()                                                 | D1001           |                  |
| A 16   | Bernay-en-Ponthieu       | 193,9 km    | Carrefour giratoire desservant Rue, Quend, Fort-Mahon-Plage, Le Crotoy, Saint-Valéry, A16 (Amiens-Calais) | D1001           |                  |
| *      | Bernay-en-Ponthieu       | 195 km      | Traversée de Bernay-en-Ponthieu                                                                           | D1001           |                  |
| *      | Vron                     | 200 km      | Traversée de Vron                                                                                         | D1001           |                  |
|        | Nampont                  | 203,3 km    | Limitation à 70 km/h et forte pente                                                                       | D1001           |                  |
| *      | Nampont                  | 203,6 km    | Entrée dans Nampont et limitation à 50 km/h                                                               | D1001           |                  |
| *      | Nempont-Saint-Firmin     | 204,6 km    | Traversée de Nempont-Saint-Firmin                                                                         | D901            |                  |
| *      | Wailly-Beaucamp          | 210,6 km    | Traversée de Wailly-Beaucamp                                                                              | D901            |                  |
|        | Wailly-Beaucamp          | 213,3 km    | Carrefour giratoire desservant l'A16 (péage), Berck, Centre Hospitalier de Berck, Parc de Bagatelle       | D901            |                  |
|        | Campigneules-les-Petites | 214 km      | Carrefour giratoire desservant Arras, Béthune, Bruay-la-Buissière, Hesdin, Campagne-lès-Hesdin            | D901            | Paris → Belgique |
|        | Neuville-sous-Montreuil  | 219,5 km    | Carrefour giratoire desservant Montreuil et Neuville-sous-Montreuil -centre                               | D901            |                  |
|        | Attin                    | 220,8 km    | Carrefour giratoire desservant l'A16 (péage), Le Touquet, Attin, Etaples                                  | D901            |                  |
| *      | Lacres                   | 233,7 km    | Traversée de La Verte Voie (commune de Lacres)                                                            | D901            |                  |
| *      | Tingry / Samer           | 235,5 km    | Forte pente et virages ; traversée de Panehem (commune de Tingry et de Samer)                             | D901            |                  |
| *      | Samer                    | 238,7 km    | Traversée de Samer et traversée de voie de chemin de fer                                                  | D901            |                  |
| *      | Carly                    | 242,7 km    | Traversée de La Basse Ville (commune de Carly)                                                            | D901            |                  |
| *      | Hesdin l'Abbé            | 244,2 km    | Traversée d'Hesdin-l'Abbé                                                                                 | D901            |                  |
|        | Isques                   | 245,9 km    | Carrefour giratoire desservant Baincthun et limitation à 50 km/h (uniquement dans le sens-giratoire)      | D901            |                  |
| A 16   | Isques                   | 246,4 km    | Carrefour giratoire desservant l'A16 (péage) vers Boulogne, Calais, Le Touquet, Abbeville, Amiens, Paris  | D901            |                  |
|        | Isques                   | 246,6 km    | Traversée d'Isques et entrée dans l'agglomération de Boulogne-sur-Mer                                     | D901            |                  |
|        | Isques                   | 248,7 km    | Carrefour giratoire desservant Le Touquet, Berck, Hardelot, Condette, Saint-Étienne-au-Mont               | D901            |                  |
|        | Saint-Léonard            | 249,1 km    | Entrée dans Saint-Léonard                                                                                 | D901            |                  |
| Sortie | Saint-Léonard            | 250,6 km    | Sortie : Boulogne-centre, Outreau, Le Portel, Boulogne-Port                                               | D901            | Paris → Belgique |

* La limitation à 50 km/h ou 70 km/h n'est valable que dans la commune même, mais uniquement pour celles marquées d'un astérisque.

#### De Boulogne-sur-Mer à Bray-Dunes
Dans Boulogne-sur-Mer, la route est divisée en deux : d'un côté l'actuelle N1 qui part vers le port de Boulogne, qui ne faisait pas partie du tracé originel, et de l'autre, la N416, qui elle, fait partie du tracé. De Boulogne-sur-Mer à Coquelles, la RN 1 a fait place à l'A16. L'ancien tracé qui desservait Marquise n'est plus utilisé qu'au niveau local. De Calais à Gravelines, l'ancien tracé de la RN 40, qui avait été renuméroté RN 1, a été déclassé en RD 940. Entre Marck et Dunkerque, la route comporte de nombreux créneaux de dépassements non indiqués dans le tableau ci-dessous.
|                                                 | Communes                     | Kilométrage | Description | Déclassements      | Direction        |
| ----------------------------------------------- | ---------------------------- | ----------- | --- | ------------------ | ---------------- |
| intersectioncarrefour-giratoire                 | Saint-Léonard                | 251,1 km    | Carrefour giratoire desservant Boulogne-centre, Outreau, Le Portel, Saint-Léonard, Echinghen                                     | D901 · N 1 · N 416 |                  |
| indicationautomobile · généralC29a · vitesse110 | Saint-Léonard                | 251,2 km    | Début de voie à accès réglementée et limitation à 110 km/h                                                                       | N 416              | Paris → Belgique |
| Sortie                                          | Saint-Léonard                | 251,2 km    | Sortie : Boulogne-centre, Outreau, Le Portel, Boulogne-Port                                                                      | N 416 · N 1        | Belgique → Paris |
| généralC108                                     | Echinghen                    | 252,8 km    | Fin de voie à accès réglementé et entrée dans une sortie de l'autoroute A16                                                      | N 416 · A 16       | Paris → Belgique |
| indicationautomobile · généralC29a · vitesse70  | Echinghen                    | 252,8 km    | Sortie de l'autoroute A16, début de voie à accès réglementée et limitation à 70 km/h                                             | N 416 · A 16       | Belgique → Paris |
| Sortie                                          | Echinghen                    | 253,1 km    | Sortie : A16 (péage) vers Amiens, Rouen, Paris et sortie de l'agglomération de Boulogne-sur-Mer                                  | A 16               | Paris → Belgique |
| indicationautoroute · vitesse110                | Echinghen                    | 254 km      | Entrée sur l'autoroute A16, limitation à 110 km/h et aménagement à 3×3 voies                                                     | A 16               |                  |
| 30                                              | Saint-Martin-Boulogne        | 254,8 km    | Sortie : Saint-Martin-Boulogne, Desvres, Baincthun, Centre Hospitalier de Boulogne                                               | A 16               | Paris → Belgique |
| 31                                              | Saint-Martin-Boulogne        | 256,2 km    | Sortie : Boulogne-est, Saint-Martin-Boulogne, Desvres, Centre commercial de la Côte d'Opale, N42 (vers Saint-Omer, Lille et A26) | A 16               |                  |
| 32                                              | Wimille                      | 258,7 km    | Sortie : Boulogne-centre, Boulogne-nord, Wimereux-sud, Nausicaá et début d'aménagement à 3×3 voies                               | A 16               |                  |
| 33                                              | Wimille                      | 261,7 km    | Sortie : Wacquinghen, Wimille, Wimereux-nord, Parc d'activités de la Trésorerie et aménagement à 2×2 voies                       | A 16               |                  |
| 34                                              | Beuvrequen                   | 265,1 km    | Sortie : Offrethun, Beuvrequen, Wacquinghen                                                                                      | A 16               | Belgique → Paris |
| indicationpompe-essence · indicationparking     | Beuvrequen                   | 265,5 km    | Aire de service de l'Épitre | A 16               | Paris → Belgique |
| 35                                              | Marquise                     | 267,3 km    | Sortie : Marquise, Rinxent | A 16               | Paris → Belgique |
| 36                                              | Marquise                     | 269,6 km    | Sortie : Wissant, Guînes, Marquise, Rinxent, Cap Gris-Nez, Carrières de Marquise                                                 | A 16               |                  |
| 37                                              | Leubringhen                  | 274,1 km    | Sortie : Saint-Inglevert, Leubringhen, Cimetière Canadien                                                                        | A 16               | Paris → Belgique |
| indicationpompe-essence · indicationparking     | Leubringhen                  | 274,7 km    | Aire de service des Deux Caps | A 16               | Belgique → Paris |
| 38                                              | Saint-Inglevert              | 276,7 km    | Sortie : Saint-Inglevert, Wissant, Cap Gris-Nez, Cimetière Canadien                                                              | A 16               | Belgique → Paris |
| 39                                              | Bonningues-lès-Calais        | 279,5 km    | Sortie : Bonningues-lès-Calais, Peuplingues, Cap Blanc-Nez                                                                       | A 16               |                  |
| 40                                              | Coquelles                    | 281,1 km    | Sortie : Fréthun, Peuplingues, Gare de Calais - Fréthun                                                                          | A 16               |                  |
| 41                                              | Coquelles                    | 283,1 km    | Sortie : Coquelles, Sangatte, Cité Europe                                                                                        | A 16               |                  |
| 42                                              | Calais                       | 284,6 km    | Sortie : Tunnel sous la Manche                                                                                                   | A 16               |                  |
| 43                                              | Calais                       | 286,5 km    | Sortie : Calais-centre, Coulogne, Guines, Blériot-Plage, ZA Eurocap                                                              | A 16               |                  |
| 44                                              | Calais                       | 288,3 km    | Sortie : Calais-Saint-Pierre | A 16               |                  |
| 46                                              | Calais                       | 290,6 km    | Sortie : Saint-Omer, Ardres, Calais-centre                                                                                       | A 16               |                  |
| généralC28-2 · indicationautoroute · A 26       | Calais                       | 291,6 km    | Échangeur avec l'A26 (péage) vers Saint-Omer, Reims, Paris, Arras                                                                | A 16               |                  |
| indicationautoroute · A 216                     | Calais                       | 292 km      | Échangeur avec l'A216 : Calais-Port, Car Ferry (), Calais-ZI est, Centre universitaire                                           | A 16               |                  |
| 48                                              | Marck                        | 294 km      | Sortie : Marck-ouest, Transmarck                                                                                                 | A 16               |                  |
| 49                                              | Guemps                       | 296,4 km    | La N1 se sépare de l'A16, qui continue vers la Belgique                                                                          | A 16               |                  |
| indicationfin-autoroute · vitesse80             | Guemps                       | 297,1 km    | Fin d'autoroute et limitation à 80 km/h                                                                                          | A 16 · D940        |                  |
| intersectioncarrefour-giratoire                 | Marck                        | 298,2 km    | Carrefour giratoire desservant Marck-centre, Aéroport, Stade                                                                     | D940               |                  |
| *                                               | Oye-Plage                    | 303,8 km    | Traversée d'Oye-Plage | D940               |                  |
| (sur 200 m)                                     | Saint-Folquin / Gravelines   | 311,2 km    | Feux tricolores et limitation à 50 km/h sur 200 m.                                                                               | D940 · D601        |                  |
| intersectioncarrefour-giratoire                 | Gravelines                   | 313,1 km    | Carrefour giratoire desservant l'A16 et l'A25, Bourbourg, Saint-Georges-sur-l'Aa, Gravelines-centre                              | D601               |                  |
| intersectioncarrefour-giratoire                 | Loon-Plage                   | 318,2 km    | Carrefour giratoire desservant Calais, Lille, Dunkerque, Saint-Omer, Bourbourg, Loon-Plage, Port de Dunkerque                    | D601               |                  |
| intersectioncarrefour-giratoire · généralC29a   | Grande-Synthe                | 324,4 km    | Carrefour giratoire desservant Calais, Lille, Dunkerque, Grande-Synthe -centre -ZI et aménagement à 2×2 voies                    | D601               |                  |
| intersectioncarrefour-giratoire                 | Grande-Synthe                | 327,3 km    | Carrefour giratoire desservant Grande-Synthe -centre                                                                             | D601               |                  |
| intersectioncarrefour-giratoire · généralC28-3  | Dunkerque                    | 327,8 km    | Carrefour giratoire desservant Calais, Ostende, Lille, Fort-Mardyck, Dunkerque-Dessinguez                                        | D601               |                  |
| indicationautomobile · Sortie                   | Saint-Pol-sur-Mer            | 328,7 km    | Sortie : Petite Synthe (commune de Dunkerque), Saint-Pol-sur-Mer et début de voie à accès réglementé                             | D601               |                  |
| *                                               | Dunkerque                    | 331,3 km    | Fin de voie à accès réglementé et limitation à 50 km/h                                                                           | D601               |                  |
| *                                               | Téteghem-Coudekerque-Village | 334,8 km    | Traversée de Téteghem | D601               |                  |
| intersectioncarrefour-giratoire                 | Ghyvelde                     | 342,2 km    | Carrefour giratoire desservant Furnes, Dunkerque-centre, Les Moëres, Hondschoote                                                 | D601               |                  |
| Drapeau de la Belgique                          | Bray-Dunes / La Panne        | 345,7 km    | Frontière belge, fin de la Route nationale 1                                                                                     | D601               |                  |

* La limitation à 50 km/h n'est valable que dans la commune même, mais seulement pour celles marquées d'un astérisque.

## Anciens tracés de la RN 1

### De Maffliers à Chambly
La déviation de Beaumont-sur-Oise est l'une des plus anciennes de France. L'ancien tracé passait par :
- Presles D 78
- Beaumont-sur-Oise
- Persan
- Chambly D 924

### De Beauvais à Abbeville
La RN 1 Paris-Calais était beaucoup plus courte que celle qui lui a succédé. Entre Beauvais et Abbeville, elle ne faisait pas le détour par Amiens :

#### De Beauvais à Grandvilliers
- Beauvais D 901
- Troissereux
- Monceaux, commune de Saint-Omer-en-Chaussée
- Saint-Omer-en-Chaussée
- Achy
- Marseille-en-Beauvaisis
- Fontaine-Lavaganne
- Thieuloy-Saint-Antoine
- Halloy
- Grandvilliers D 901

#### De Grandvilliers à Airaines
- Grandvilliers D 901
- Équennes
- Poix-de-Picardie
- Thieulloy-l'Abbaye
- Lincheux
- Camps-en-Amiénois
- Warlus
- L'Arbre à Mouches, commune de Tailly
- Airaines D 901

#### D'Airaines à Abbeville
- Airaines D 901
- Wanel, commune d'Hallencourt
- Sorel-en-Vimeu
- Liercourt
- Pont-Remy
- Eaucourt-sur-Somme
- Épagne
- Épagnette
- La Sauvagine, commune d'Épagne-Épagnette
- Bagatelle, commune d'Abbeville
- Abbeville D 901

### De Boulogne-sur-Mer à Calais
- Boulogne-sur-Mer
- Wacquinghen
- Leulinghen
- Hauteville, commune de Saint-Inglevert
- Saint-Inglevert
- Bonningues-lès-Calais
- Coquelles
- Calais

## Voie express

### Section Saint-Brice-sous-Forêt - A16
En tant que RD 301 :
- 3 : Saint-Brice-sous-Forêt
- 4 : Piscop, Domont
- 5 : Domont, Ézanville, Écouen
- 6 : Domont, Moisselles, Attainville
- 7 : Moisselles, Bouffémont, Eaubonne

## Travaux
En août 2008, pour ne pas interrompre trop longtemps le trafic sur la RN 1 (3 jours), la pose du nouveau tablier du pont-rail de Pierrefitte-sur-Seine a nécessité l'utilisation d'une technique rare.
Cet ouvrage vétuste, supportant la ligne de grande ceinture, datait de la fin du XIXe siècle ; sa largeur, ainsi que la forme de sa voûte surbaissée, ne permettaient pas d'implanter dans l'axe de la nationale le tramway Saint-Denis - Garges-Sarcelles et d'y maintenir les 2x2 voies actuelles, ainsi que les trottoirs et autres espaces de circulations douces.
Quatre remorques automotrices synchronisées, de marque Kamag, munies de 48 roues chacune ont transporté sur 300 mètres le tablier préfabriqué de 1 000 tonnes et de 32 mètres de long. Grâce à des vérins hydrauliques, ces robots téléguidés ont ensuite posé le tablier sur ses appuis définitifs, le tout en une seule nuit.

Illustrations de l'opération
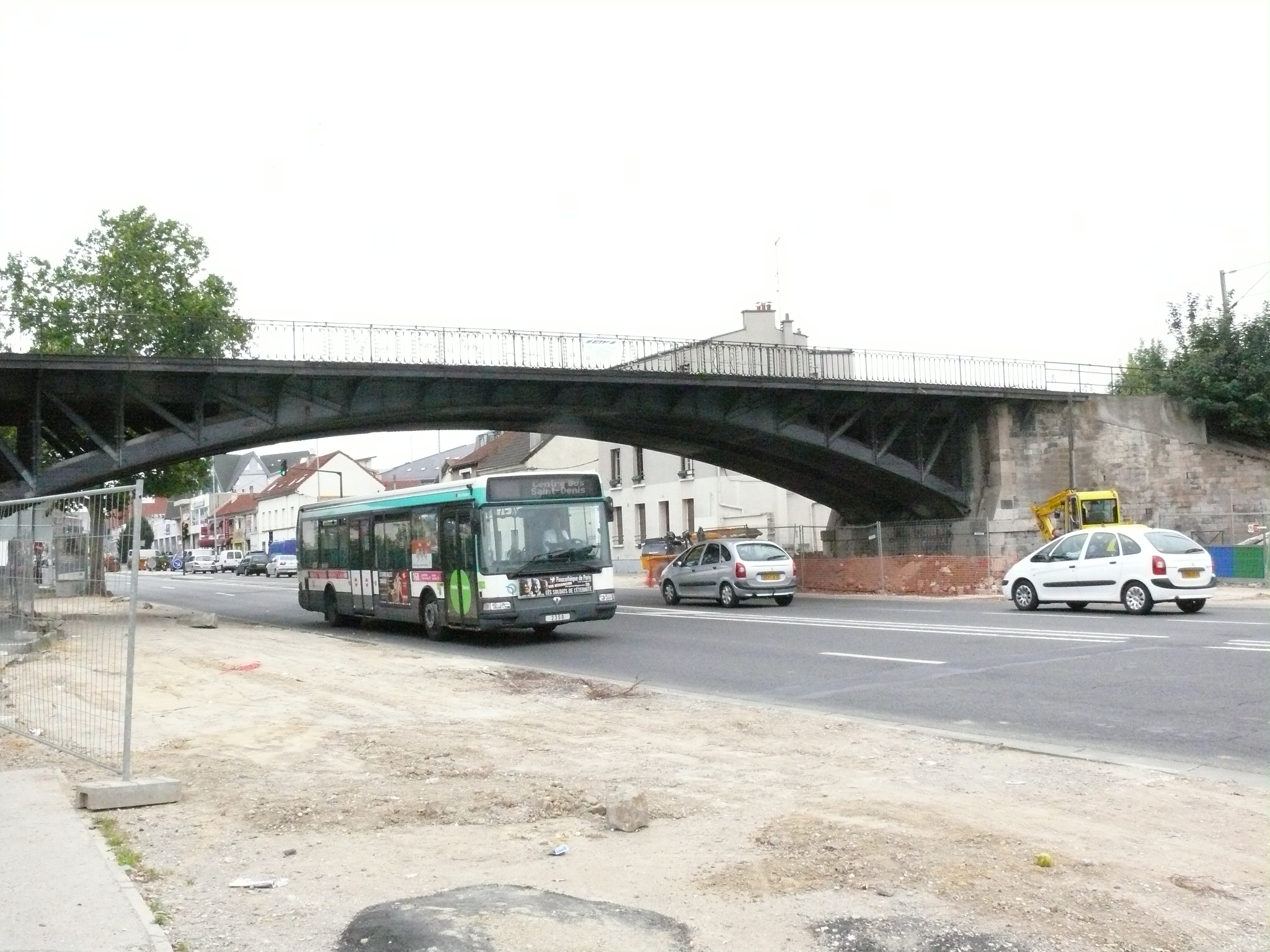
Quelques jours avant la destruction du pont de la ligne de Grande Ceinture.
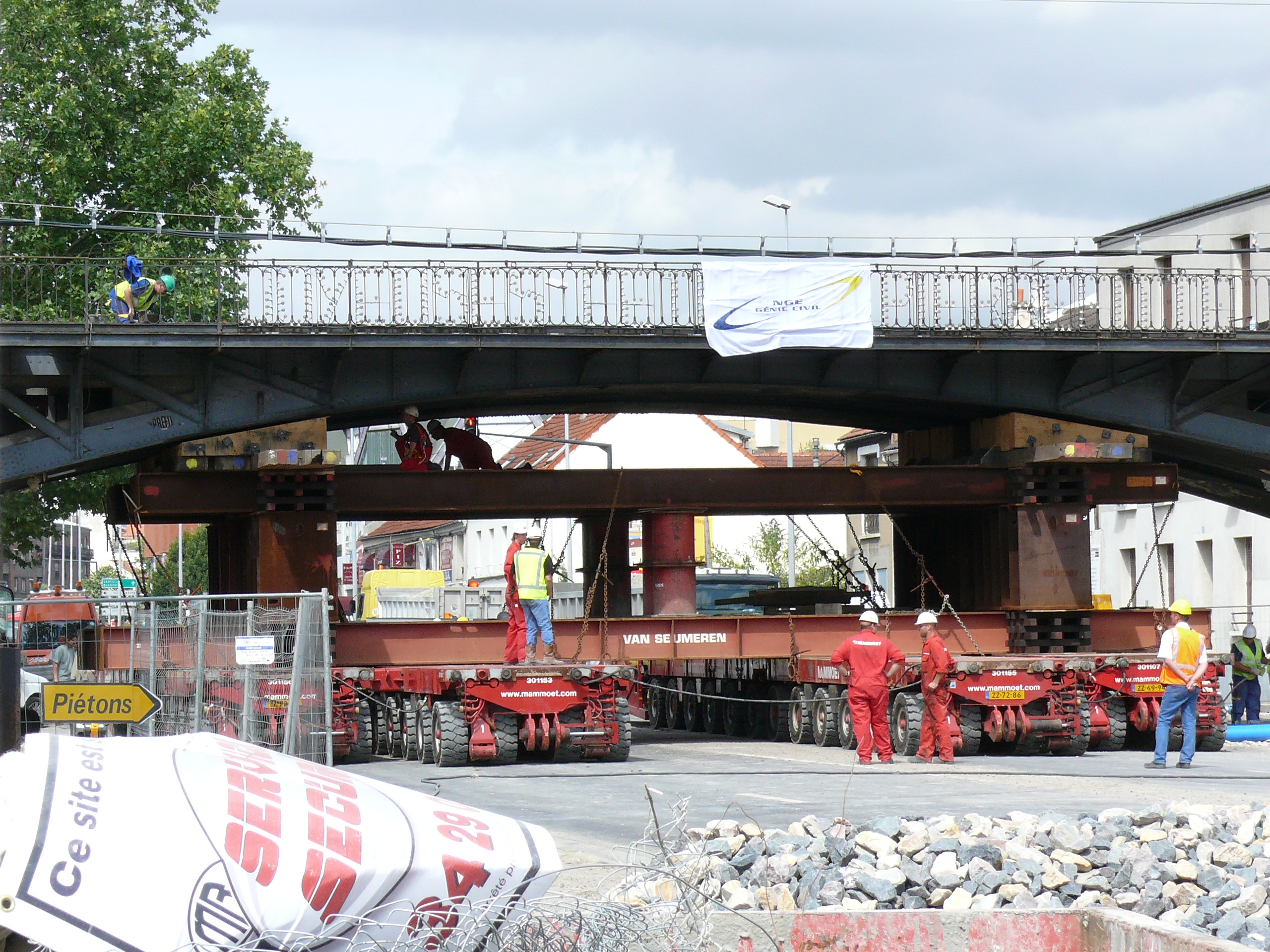
Les quatre remorques automotrices synchronisées sont positionnées sous l'ancien ouvrage afin de le lever et de le déplacer.
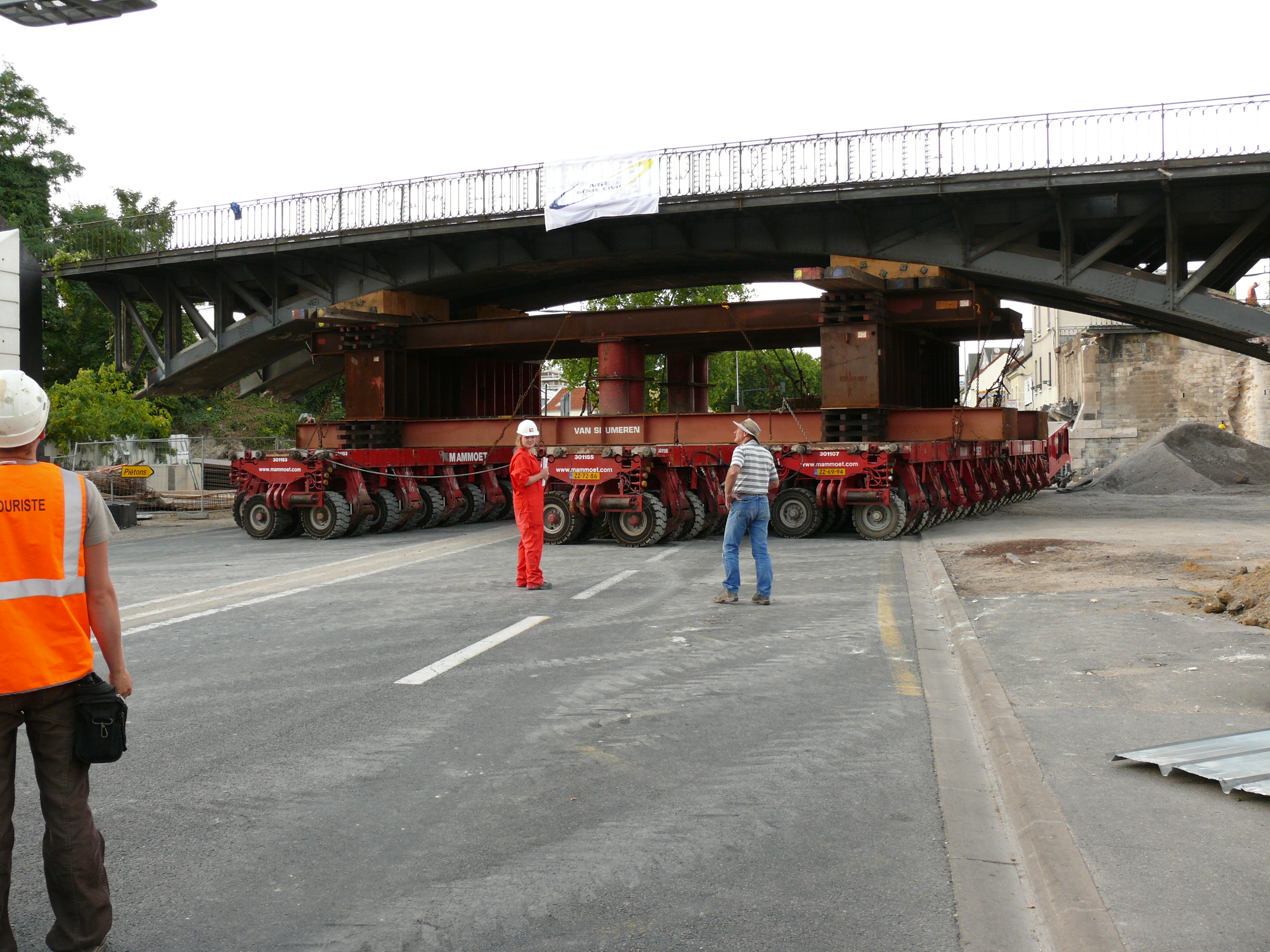
Déplacement de l'ancien tablier sur les remorques, vers le chantier de l'entreprise.
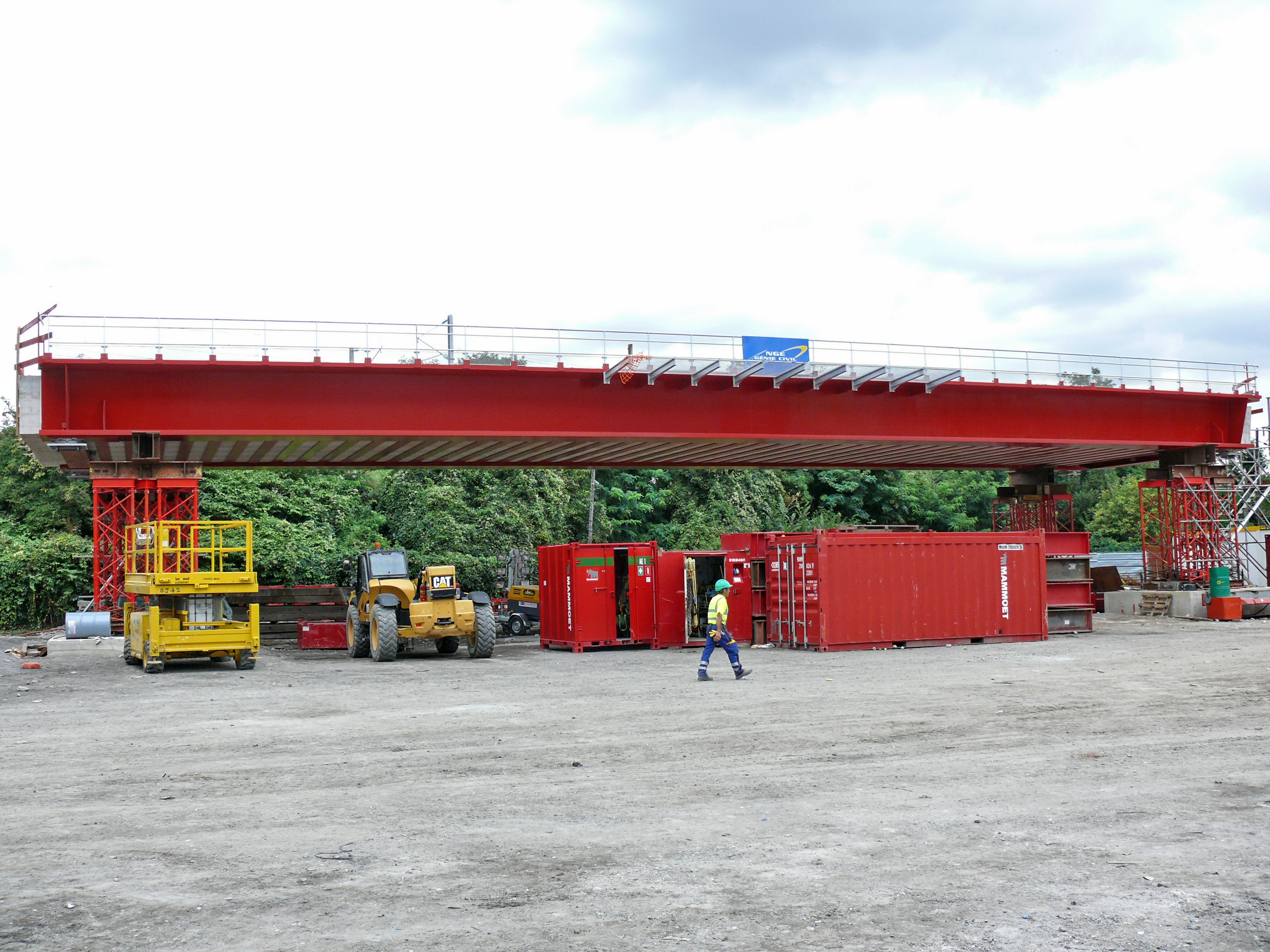
Le nouveau tablier en acier et béton armé, en attente sur le chantier jouxtant la nationale, est prêt à être posé, ce qui a eu lieu durant la nuit du 14 août 2008.